# Europees kampioenschap voetbal mannen onder 19
Het Europees kampioenschap voetbal onder 19, kortweg EK voetbal onder 19, is een jaarlijks voetbaltoernooi tussen Europese nationale mannenteams met spelers onder de 19 jaar. Door middel van twee voorrondes plaatsen landen zich, waarna in anderhalve week tijd bepaald wordt welk land het beste van Europa is. In de jaren die deelbaar door twee zijn kan op het EK plaatsing voor het Wereldkampioenschap voetbal onder 20 worden behaald door een derde plaats in de groepsfase.

## Format
Het toernooi wordt in de huidige vorm sinds 1981 georganiseerd door de UEFA, de Europese voetbalbond, en wordt het elke jaar door een ander land georganiseerd. Tot 2002 heette het kampioenschap Europees kampioenschap voetbal onder 18.
In 1947 zou de eerste editie worden gespeeld, georganiseerd door de FA (Engelse voetbalbond). Vanwege brandstofschaarste stelde de Britse regering een verbod in op midweekse sportwedstrijden waardoor het toernooi ging doorgang vond.
Van 1948 tot en met 1956 werd het toernooi georganiseerd door de FIFA, vanaf 1957 door de UEFA. In 1981 werd de opzet gewijzigd en ontstond het kampioenschap onder 18. Vanaf 2002 veranderde dat in het kampioenschap onder 19.

## Historisch overzicht
| FIFA Jeugdtoernooi (1948–1956)                       |                                |                                               |                                               |                                               |                                               |                                               |                                               |
| Jaar                                                 | Gastland                       | Finale                                        | Finale                                        | Finale                                        | Troostfinale                                  | Troostfinale                                  | Troostfinale                                  |
| Jaar                                                 | Gastland                       | Winnaar                                       | Uitslag                                       | Tweede                                        | Derde                                         | Uitslag                                       | Vierde                                        |
| 1948                                                 | Engeland                       | Engeland                                      | 2–1                                           | Nederland                                     | België                                        | 3–1                                           | Italië                                        |
| 1949                                                 | Nederland                      | Frankrijk                                     | 4–1                                           | Nederland                                     | België                                        | 5–0                                           | Ierland                                       |
| 1950                                                 | Oostenrijk                     | Oostenrijk                                    | 3–2                                           | Frankrijk                                     | Nederland                                     | 6–0                                           | Luxemburg                                     |
| 1951                                                 | Frankrijk                      | Joegoslavië                                   | 3–2                                           | Oostenrijk                                    | België                                        | 1–0                                           | Noord-Ierland                                 |
| 1952                                                 | Spanje                         | Spanje                                        | 0–0                                           | België                                        | Oostenrijk                                    | 5–5                                           | Engeland                                      |
| 1953                                                 | België                         | Hongarije                                     | 2–0                                           | Joegoslavië                                   | Turkije                                       | 3–2                                           | Spanje                                        |
| 1954                                                 | DDR                            | Spanje                                        | 2–2                                           | West-Duitsland                                | Argentinië                                    | 1–0                                           | Turkije                                       |
| 1955                                                 | Italië                         | Er werden alleen groepswedstrijden gespeeld.  | Er werden alleen groepswedstrijden gespeeld.  | Er werden alleen groepswedstrijden gespeeld.  | Er werden alleen groepswedstrijden gespeeld.  | Er werden alleen groepswedstrijden gespeeld.  | Er werden alleen groepswedstrijden gespeeld.  |
| 1956                                                 | Hongarije                      | Er werden alleen groepswedstrijden gespeeld.  | Er werden alleen groepswedstrijden gespeeld.  | Er werden alleen groepswedstrijden gespeeld.  | Er werden alleen groepswedstrijden gespeeld.  | Er werden alleen groepswedstrijden gespeeld.  | Er werden alleen groepswedstrijden gespeeld.  |
| UEFA Jeugdtoernooi (1957–1980)                       |                                |                                               |                                               |                                               |                                               |                                               |                                               |
| 1957                                                 | Spanje                         | Oostenrijk                                    | 3–2                                           | Spanje                                        | Frankrijk Italië                              | 0–0                                           | X                                             |
| 1958                                                 | Luxemburg                      | Italië                                        | 1–0                                           | Engeland                                      | Frankrijk                                     | 3–0                                           | Roemenië                                      |
| 1959                                                 | Bulgarije                      | Bulgarije                                     | 1–0                                           | Italië                                        | Hongarije                                     | 6–1                                           | West-Duitsland                                |
| 1960                                                 | Oostenrijk                     | Hongarije                                     | 2–1                                           | Roemenië                                      | Portugal                                      | 2–1                                           | Oostenrijk                                    |
| 1961                                                 | Portugal                       | Portugal                                      | 4–0                                           | Polen                                         | West-Duitsland                                | 2–1                                           | Spanje                                        |
| 1962                                                 | Roemenië                       | Roemenië                                      | 4–1                                           | Joegoslavië                                   | Tsjecho-Slowakije                             | 1–1                                           | Turkije                                       |
| 1963                                                 | Engeland                       | Engeland                                      | 4–0                                           | Noord-Ierland                                 | Schotland                                     | 4–2                                           | Bulgarije                                     |
| 1964                                                 | Nederland                      | Engeland                                      | 4–0                                           | Spanje                                        | Portugal                                      | 3–2                                           | Schotland                                     |
| 1965                                                 | Bondsrepubliek Duitsland       | Duitse Democratische Republiek                | 3–2                                           | Engeland                                      | Tsjecho-Slowakije                             | 4–1                                           | Italië                                        |
| 1966                                                 | Joegoslavië                    | Italië Sovjet-Unie                            | 0–0                                           | X                                             | Joegoslavië                                   | 2–0                                           | Spanje                                        |
| 1967                                                 | Turkije                        | Sovjet-Unie                                   | 1–0                                           | Engeland                                      | Turkije                                       | 1–1                                           | Frankrijk                                     |
| 1968                                                 | Frankrijk                      | Tsjecho-Slowakije                             | 2–1                                           | Frankrijk                                     | Portugal                                      | 4–2                                           | Bulgarije                                     |
| 1969                                                 | Duitse Democratische Republiek | Bulgarije                                     | 1–1                                           | Duitse Democratische Republiek                | Sovjet-Unie                                   | 1–0                                           | Schotland                                     |
| 1970                                                 | Schotland                      | Duitse Democratische Republiek                | 1–1                                           | Nederland                                     | Schotland                                     | 2–0                                           | Frankrijk                                     |
| 1971                                                 | Tsjecho-Slowakije              | Engeland                                      | 3–0                                           | Portugal                                      | Duitse Democratische Republiek                | 1–1 (p. 5–3)                                  | Sovjet-Unie                                   |
| 1972                                                 | Spanje                         | Engeland                                      | 2–0                                           | West-Duitsland                                | Polen                                         | 0–0 (p. 6–5)                                  | Spanje                                        |
| 1973                                                 | Italië                         | Engeland                                      | 3–2                                           | Duitse Democratische Republiek                | Italië                                        | 1–0                                           | Bulgarije                                     |
| 1974                                                 | Zweden                         | Bulgarije                                     | 1–0                                           | Joegoslavië                                   | Schotland                                     | 1–0                                           | Griekenland                                   |
| 1975                                                 | Zwitserland                    | Engeland                                      | 1–0                                           | Finland                                       | Hongarije                                     | 2–2 (p.)                                      | Turkije                                       |
| 1976                                                 | Hongarije                      | Sovjet-Unie                                   | 1–0                                           | Hongarije                                     | Spanje                                        | 3–0                                           | Frankrijk                                     |
| 1977                                                 | België                         | België                                        | 2–1                                           | Bulgarije                                     | Sovjet-Unie                                   | 7–2                                           | West-Duitsland                                |
| 1978                                                 | Polen                          | Sovjet-Unie                                   | 3–0                                           | Joegoslavië                                   | Polen                                         | 3–1                                           | Schotland                                     |
| 1979                                                 | Oostenrijk                     | Joegoslavië                                   | 1–0                                           | Bulgarije                                     | Engeland                                      | 0–0 (p. 4–3)                                  | Frankrijk                                     |
| 1980                                                 | Bondsrepubliek Duitsland       | Engeland                                      | 2–1                                           | Polen                                         | Italië                                        | 3–0                                           | Nederland                                     |
| Europees kampioenschap voetbal onder 18 (1981–2001)  |                                |                                               |                                               |                                               |                                               |                                               |                                               |
| 1981                                                 | West-Duitsland                 | West-Duitsland                                | 1–0                                           | Polen                                         | Frankrijk                                     | 1–1 (p. 2–0)                                  | Spanje                                        |
| 1982                                                 | Finland                        | Schotland                                     | 3–1                                           | Tsjecho-Slowakije                             | Sovjet-Unie                                   | 3–1                                           | Polen                                         |
| 1983                                                 | Engeland                       | Frankrijk                                     | 1–0                                           | Tsjecho-Slowakije                             | Engeland                                      | 1–1 (p. 4–2)                                  | Italië                                        |
| 1984                                                 | Sovjet-Unie                    | Hongarije                                     | 0–0 (p. 3–2)                                  | Sovjet-Unie                                   | Polen                                         | 2–1                                           | Ierland                                       |
| 1986                                                 | Joegoslavië                    | Duitse Democratische Republiek                | 3–1                                           | Italië                                        | West-Duitsland                                | 1–0                                           | Schotland                                     |
| 1988                                                 | Tsjecho-Slowakije              | Sovjet-Unie                                   | 3–1                                           | Portugal                                      | Duitse Democratische Republiek                | 2–0                                           | Spanje                                        |
| 1990                                                 | Hongarije                      | Sovjet-Unie                                   | 0–0 (p. 4–2)                                  | Portugal                                      | Spanje                                        | 1–0                                           | Engeland                                      |
| 1992                                                 | Duitsland                      | Turkije                                       | 2–1                                           | Portugal                                      | Noorwegen                                     | 1–1 (p. 8–7)                                  | Engeland                                      |
| 1993                                                 | Engeland                       | Engeland                                      | 1–0                                           | Turkije                                       | Spanje                                        | 2–1                                           | Portugal                                      |
| 1994                                                 | Spanje                         | Portugal                                      | 1–1 (p. 4–1)                                  | Duitsland                                     | Spanje                                        | 5–2                                           | Nederland                                     |
| 1995                                                 | Griekenland                    | Spanje                                        | 4–1                                           | Italië                                        | Griekenland                                   | 5–0                                           | Nederland                                     |
| 1996                                                 | Frankrijk                      | Frankrijk                                     | 1–0                                           | Spanje                                        | Engeland                                      | 3–2                                           | België                                        |
| 1997                                                 | IJsland                        | Frankrijk                                     | 1–0                                           | Portugal                                      | Spanje                                        | 2–1                                           | Ierland                                       |
| 1998                                                 | Cyprus                         | Ierland                                       | 1–1 (p. 4–3)                                  | Duitsland                                     | Kroatië                                       | 0–0 (p. 5–4)                                  | Portugal                                      |
| 1999                                                 | Zweden                         | Portugal                                      | 1–0                                           | Italië                                        | Ierland                                       | 1–0                                           | Griekenland                                   |
| 2000                                                 | Duitsland                      | Duitsland                                     | 1–0                                           | Oekraïne                                      | Duitsland                                     | 3–1                                           | Tsjechië                                      |
| 2001                                                 | Finland                        | Polen                                         | 3–1                                           | Tsjechië                                      | Spanje                                        | 6–2                                           | Joegoslavië                                   |
| Europees kampioenschap voetbal onder 19 (2002–heden) |                                |                                               |                                               |                                               |                                               |                                               |                                               |
| 2002                                                 | Noorwegen                      | Spanje                                        | 1–0                                           | Duitsland                                     | Slowakije                                     | 2–1                                           | Ierland                                       |
| 2003                                                 | Liechtenstein                  | Italië                                        | 2–0                                           | Portugal                                      | Oostenrijk Tsjechië                           | Oostenrijk Tsjechië                           | Oostenrijk Tsjechië                           |
| 2004                                                 | Zwitserland                    | Spanje                                        | 1–0                                           | Turkije                                       | Zwitserland Oekraïne                          | Zwitserland Oekraïne                          | Zwitserland Oekraïne                          |
| 2005                                                 | Noord-Ierland                  | Frankrijk                                     | 3–1                                           | Engeland                                      | Duitsland Servië en Montenegro                | Duitsland Servië en Montenegro                | Duitsland Servië en Montenegro                |
| 2006                                                 | Polen                          | Spanje                                        | 2–1                                           | Schotland                                     | Oostenrijk Tsjechië                           | Oostenrijk Tsjechië                           | Oostenrijk Tsjechië                           |
| 2007                                                 | Oostenrijk                     | Spanje                                        | 1–0                                           | Griekenland                                   | Frankrijk Duitsland                           | Frankrijk Duitsland                           | Frankrijk Duitsland                           |
| 2008                                                 | Tsjechië                       | Duitsland                                     | 3–1                                           | Italië                                        | Tsjechië Hongarije                            | Tsjechië Hongarije                            | Tsjechië Hongarije                            |
| 2009                                                 | Oekraïne                       | Oekraïne                                      | 2–0                                           | Engeland                                      | Frankrijk Servië                              | Frankrijk Servië                              | Frankrijk Servië                              |
| 2010                                                 | Frankrijk                      | Frankrijk                                     | 2–1                                           | Spanje                                        | Kroatië Engeland                              | Kroatië Engeland                              | Kroatië Engeland                              |
| 2011                                                 | Roemenië                       | Spanje                                        | 3–2                                           | Tsjechië                                      | Ierland Servië                                | Ierland Servië                                | Ierland Servië                                |
| 2012                                                 | Estland                        | Spanje                                        | 1–0                                           | Griekenland                                   | Engeland Frankrijk                            | Engeland Frankrijk                            | Engeland Frankrijk                            |
| 2013                                                 | Litouwen                       | Servië                                        | 1–0                                           | Frankrijk                                     | Portugal Spanje                               | Portugal Spanje                               | Portugal Spanje                               |
| 2014                                                 | Hongarije                      | Duitsland                                     | 1–0                                           | Portugal                                      | Oostenrijk Servië                             | Oostenrijk Servië                             | Oostenrijk Servië                             |
| 2015                                                 | Griekenland                    | Spanje                                        | 2–0                                           | Rusland                                       | Frankrijk Griekenland                         | Frankrijk Griekenland                         | Frankrijk Griekenland                         |
| 2016                                                 | Duitsland                      | Frankrijk                                     | 4–0                                           | Italië                                        | Engeland Portugal                             | Engeland Portugal                             | Engeland Portugal                             |
| 2017                                                 | Georgië                        | Engeland                                      | 2–1                                           | Portugal                                      | Tsjechië Nederland                            | Tsjechië Nederland                            | Tsjechië Nederland                            |
| 2018                                                 | Finland                        | Portugal                                      | 4–3                                           | Italië                                        | Frankrijk Oekraïne                            | Frankrijk Oekraïne                            | Frankrijk Oekraïne                            |
| 2019                                                 | Armenië                        | Spanje                                        | 2–0                                           | Portugal                                      | Frankrijk Ierland                             | Frankrijk Ierland                             | Frankrijk Ierland                             |
| 2020                                                 | Noord-Ierland                  | Toernooi gecanceld vanwege de coronapandemie. | Toernooi gecanceld vanwege de coronapandemie. | Toernooi gecanceld vanwege de coronapandemie. | Toernooi gecanceld vanwege de coronapandemie. | Toernooi gecanceld vanwege de coronapandemie. | Toernooi gecanceld vanwege de coronapandemie. |
| 2021                                                 | Roemenië                       | Toernooi gecanceld vanwege de coronapandemie. | Toernooi gecanceld vanwege de coronapandemie. | Toernooi gecanceld vanwege de coronapandemie. | Toernooi gecanceld vanwege de coronapandemie. | Toernooi gecanceld vanwege de coronapandemie. | Toernooi gecanceld vanwege de coronapandemie. |
| 2022                                                 | Slowakije                      | Engeland                                      | 3–1                                           | Israël                                        | Italië Frankrijk                              | Italië Frankrijk                              | Italië Frankrijk                              |
| 2023                                                 | Malta                          | Italië                                        | 1–0                                           | Portugal                                      | Noorwegen Spanje                              | Noorwegen Spanje                              | Noorwegen Spanje                              |
| 2024                                                 | Noord-Ierland                  | Spanje                                        | 2–0                                           | Frankrijk                                     | Italië Oekraïne                               | Italië Oekraïne                               | Italië Oekraïne                               |
| 2025                                                 | Roemenië                       | Nederland                                     | 1–0                                           | Spanje                                        | Roemenië Duitsland                            | Roemenië Duitsland                            | Roemenië Duitsland                            |
| 2026                                                 | Wales                          |                                               |                                               |                                               |                                               |                                               |                                               |
| 2027                                                 | Israël                         |                                               |                                               |                                               |                                               |                                               |                                               |

## Ranglijst
Bijgewerkt tot en met het toernooi van 2025
| Rang | Land                         |                      |                    |
| Rang | Land                         | Aantal keer kampioen | Aantal keer tweede |
| 1    | Spanje                       | 12                   | 5                  |
| 2    | Engeland                     | 11                   | 5                  |
| 3    | Frankrijk                    | 8                    | 4                  |
| 4    | Duitsland                    | 6                    | 7                  |
| 5    | Sovjet-Unie / Rusland        | 6                    | 2                  |
| 6    | Portugal                     | 4                    | 10                 |
| 7    | Italië                       | 4                    | 7                  |
| 8    | Servië / Joegoslavië         | 3                    | 4                  |
| 9    | Bulgarije                    | 3                    | 2                  |
| 10   | Hongarije                    | 3                    | 1                  |
| 11   | Oostenrijk                   | 2                    | 1                  |
| 12   | Tsjechië / Tsjecho-Slowakije | 1                    | 4                  |
| 13   | Nederland                    | 1                    | 3                  |
| 13   | Polen                        | 1                    | 3                  |
| 15   | Turkije                      | 1                    | 2                  |
| 16   | Schotland                    | 1                    | 1                  |
| 16   | België                       | 1                    | 1                  |
| 16   | Roemenië                     | 1                    | 1                  |
| 16   | Oekraïne                     | 1                    | 1                  |
| 20   | Ierland                      | 1                    | 0                  |
| 21   | Griekenland                  | 0                    | 2                  |
| 22   | Noord-Ierland                | 0                    | 1                  |
| 22   | Finland                      | 0                    | 1                  |
| 22   | Israël                       | 0                    | 1                  |

1. ↑  De resultaten van West-Duitsland zijn ook hierbij gerekend.